# Флетчер, Харольд Рой
Ха́рольд Рой Фле́тчер (англ. Harold Roy Fletcher, 1907—1978) — британский ботаник.

## Биография
Харольд Рой Флетчер родился 14 апреля 1907 года. Учился в Манчестерском университете, в 1929 году окончил его со степенью бакалавра. Продолжал обучение в Абердинском университете, в 1933 году получил степень доктора философии.
С 1951 по 1954 Флетчер работал директором Ботанического сада Королевского садоводческого общества в Уизли (Суррей). В 1956—1970 Харольд Рой был хранителем Королевского ботанического сада Эдинбурга. Также он был секретарём Международной комиссии по номенклатуре культурных растений Международного союза биологических обществ.
Флетчер издал несколько книг по истории ботаники в Великобритании, в том числе по истории Эдинбургского ботанического сада и Королевского садоводческого общества.
27 августа 1978 года Харольд Рой Флетчер скончался.

## Некоторые научные работы
- Fletcher, H.R. The story of the Royal Horticultural Society, 1804-1968. — London, 1969. — 564 p. — ISBN 0-19-212944-9.
- Fletcher, H.R.; Brown, W.H. The Royal Botanic Garden, Edinburgh, 1670-1970. — Edinburgh, 1970. — 309 p. — ISBN 0-11-490425-1.
- Fletcher, H.R. A quest of flowers. — Edinburgh, 1975. — 387 p. — ISBN 0-85224-278-6.
- Smith, W.W.; Forrest, G.; Fletcher, H.R. The genus Primula. — Vaduz, 1977. — 835 p. — ISBN 3-7682-1118-5.

## Виды растений, названные в честь Х. Р. Флетчера
- Aconitum fletcherianum G.Taylor, 1952
- Ardisia fletcheri K.Larsen & C.M.Hu, 1991
- Pedicularis fletcheri P.C.Tsoong, 1955
- Rhododendron fletcherianum Davidian, 1961